# Feketemellű fürj
A feketemellű fürj (Coturnix pectoralis)  a madarak osztályának tyúkalakúak (Galliformes) rendjébe és a fácánfélék (Phasianidae) családjába tartozó faj.

## Rendszerezés
Egyes rendszerezők szerint az új-zélandi fürj (Coturnix novaezelandiae) alfaja Coturnix novaezelandiae pectoralis néven.

## Előfordulása
Ausztrália területén honos.

## Megjelenése
Testhossza 18 centiméter.

## Szaporodása
Fészekalja 6-11 tojásból áll, melyen 18-21 napig kotlik.

## Külső hivatkozás
- Képek az interneten a fajról